# Cartoni animati (film)
Cartoni animati è un film del 1998 diretto da Franco Citti e Sergio Citti.

## Trama
Nel "Villaggio Felice", Salvatore distribuisce boccettine colorate a tutti, il cui liquido contenuto rende reali i sogni di chi beve. Tra questi sogni vi sono quelli di Peppe e Maria, innamorata di lui.

## Distribuzione
Dopo l'anteprima al Taormina Film Fest nell'agosto 1998, il film ottenne il visto censura il 16 luglio 1999 ma fu distribuito solo 5 anni dopo, il 2 luglio 2004.